# Rio Chişirig
O Rio Chişirig é um rio da Romênia, afluente do Bicaz, localizado no distrito de Neamţ.